# Courtenay (Isère)
Courtenay – miejscowość i gmina we Francji, w regionie Owernia-Rodan-Alpy, w departamencie Isère.
Według danych na rok 1990 gminę zamieszkiwało 667 osób, a gęstość zaludnienia wynosiła 21 osób/km² (wśród 2880 gmin regionu Rodan-Alpy Courtenay plasuje się na 1008. miejscu pod względem liczby ludności, natomiast pod względem powierzchni na miejscu 189.).